# An Nam lai uy đồ sách
An Nam lai uy đồ sách (chữ Hán: 安南來威圖冊) là một cuốn sách ghi chép ngắn về lịch sử và địa lý phiên quốc An Nam trong mối quan hệ với Trung Hoa thời Minh. Tác phẩm này bao gồm những ký sự, sắc lệnh, thi phẩm, họa phẩm và các tài liệu khác liên quan đến mối bang giao Trung Hoa - An Nam.